# گونسالو ویار (بازیکن فوتبال)
گونسالو ویار دل فرایله (انگلیسی: Gonzalo Villar del Fraile؛ زادهٔ ۲۳ مارس ۱۹۹۸) بازیکن فوتبال اهل اسپانیا است که برای باشگاه فوتبال گرانادا در لالیگا بازی می‌کند.

## سابقه باشگاهی
از باشگاه‌هایی که در آن بازی کرده‌است می‌توان به الچه، سمپدوریا، ختافه و رم اشاره کرد.

## آمار ملی

### بازی‌های ملی
تا تاریخ ۸ ژوئن ۲۰۲۱
| اسپانیا | اسپانیا | اسپانیا | اسپانیا |
| سال     | بازی    | گل      | پاس گل  |
| ------- | ------- | ------- | ------- |
| ۲۰۲۱    | ۱       | ۰       | ۱       |
| مجموع   | ۱       | ۰       | ۱       |